# 聖多美和普林西比國家圖書館
聖多美和普林西比國家圖書館（葡萄牙語：Biblioteca Nacional de São Tomé e Príncipe）是位於圣多美和普林西比首都圣多美的圖書館。聖多美和普林西比國家圖書館負責全國公共圖書館的技術協調，以及推廣書籍和閱讀。根據葡属圣多美和普林西比殖民地在1952年訂立的法律，聖多美和普林西比國家圖書館也負責聖多美和普林西比的法定送存。

## 歷史
聖多美和普林西比在1975年獨立前，全殖民地最重要的圖書館位於聖多美市政廳，而該圖書館館藏5000本圖書。自獨立以來，市政廳進駐了更多的市政服務，圖書館也因而漸漸老化，並最終關閉。圖書館關閉後的服務空缺由弗朗西斯科·若澤·滕雷洛（Francisco José Tenreiro）書室填補，而該書室有達十年是全國惟一的圖書館。
自1990年代起，各地區首府的圖書館獲得國際援助。由葡萄牙的卡洛斯特·古爾班基安基金會在2000年設立的流動圖書館把圖書帶到更多的社區。1994年，聖多美和普林西比國會圖書館成立，而其初時館藏乃基於前市政廳圖書館的館藏。最後，由中华人民共和国資助下援建的公共國家圖書館在2002年5月啓用。
2015年3月，國家圖書館與巴西贝洛奥里藏特的米纳斯吉拉斯联邦大学（UFMG）合作，開展促進兒童和青少年閱讀的計劃。在計劃下，一些以葡萄牙語寫成的國際兒童和青年文學作品經廂型車送到村莊，並供村內兒童閲讀。